# 今村七平
今村 七平（いまむら しちへい、1863年2月7日（文久2年12月19日）- 1940年（昭和15年）1月23日）は、明治から昭和前期の実業家、地主、政治家。衆議院議員、福井県南条郡南日野村長。

## 経歴
越前国南条郡脇本村（福井県南条郡南日野村脇本、南条村脇本、南条町脇本を経て現南越前町）で、大地主・今村正武の長男として生れる。漢学を修めた。1883年（明治16年）12月に家督を相続。自由民権運動に加わった。
1904年（明治37年）1月、福井県会議員の同志、竹尾茂、吉田円助、大橋松二郎らと北日本新聞社（現在の北日本新聞とは異なる）を設立し社長に就任。1913年（大正2年）福井新聞社と合併して株式会社に改組し専務取締役となる。衆議院議員在任中は吉田が社長となるが、1921（大正10年）12月に吉田が死去すると社長に就任した。その他、福井農工銀行取締役、第九十一銀行取締役頭取、南越鉄道（現福井鉄道）重役などを務めた。
政界では、1889年（明治22年）1月、福井県会議員に選出され、通算7年7ヵ月在任し、同常置委員、同参事会員も務めた。また、南条郡会議員、同議長も務め、南日野村長も1895年（明治28年）5月、1910年（明治43年）12月に二度就任した。1915年（大正4年）3月、第12回衆議院議員総選挙で福井県郡部から無所属で出馬して初当選。 1917年（大正6年）4月の第13回総選挙では憲政会所属で出馬して再選され、衆議院議員に連続2期在任した。